# Cú pháp Java

Một đoạn mã Java ngắn với từ khóa được làm nổi bằng phông chữ màu xanh đậm

Cú pháp của ngôn ngữ lập trình Java là tập các quy tắc để xác định các viết và diễn giải một chương trình Java.
Cú pháp của nó hầu hết có nguồn gốc từ C và C++. Không như trong C++, trong Java không có các hàm hoặc biến toàn cục, nhưng có các thành viên dữ liệu cũng được xem là biến toàn cục (global variable). Tất cả mã thuộc về lớp và tất cả giá trị là đối tượng. Ngoại lệ duy nhất là các kiểu nguyên thủy (primitive type), vốn không được thể hiện bởi một thực thể của lớp vì lí do hiệu suất (mặc dù nó có thể được chuyển đổi tự động thành đối tượng và ngược lại thông qua autoboxing). Một số tính năng như nạp chồng toán tử (operator overloading) hay kiểu số nguyên không dấu (unsigned integer)được bỏ qua để đơn giản hóa ngôn ngữ và để tránh các lỗi lập trình có thể xảy ra.
Cú pháp Java dần được mở rộng trong 11 bản phát hành JDK, hỗ trợ khả năng như lập trình tổng quát và hàm số hằng (function literal - còn gọi là biểu thức lambda trong Java).